# Scytodes tardigrada
Scytodes tardigrada är en spindelart som beskrevs av Tord Tamerlan Teodor Thorell 1881. Scytodes tardigrada ingår i släktet Scytodes och familjen spottspindlar. Inga underarter finns listade i Catalogue of Life.